# Timothy Detudamo
Timothy „Tim” Detudamo (ur. w 1870 lub 1871 w Uaboe, zm. 11 kwietnia 1953) – polityk i lingwista nauruański, pastor.

## Życiorys
Był synem jednego z wodzów plemiennych. Wykształcony przez Londyńskie Towarzystwo Misyjne, w latach 1900–1906 wspólnie z Philipem Delaporte i Jacobem Aroi przetłumaczył na język nauruański Biblię. Z Delaporte pracował nad stworzeniem słownika języka nauruańskiego. Przez trzy lub cztery lata (1914-1917/1918) przebywał z Delaporte w USA, gdzie też się kształcił i pracował jako tłumacz. Po powrocie na rodzinną wyspę próbował założyć sklep konkurencyjny wobec handlu europejskiego, został jednak na dwa lata osadzony w areszcie domowym. Za rządów Daimona, był wiceprzewodniczącym Rady Wodzów Nauru. Po jego śmierci w 1931 roku, został wybrany przewodniczącym tej instytucji. Stanowisko to zajmował do roku 1942. Podczas okupacji japońskiej rządził jako „Gubernator Nauruańczyków” (od 1942 do 30 czerwca 1943). Pod koniec czerwca 1943 roku został deportowany na wyspy Chuuk przez okupantów japońskich (wraz z większością mieszkańców wyspy). W Mikronezji przebywał do 31 stycznia 1946 roku, kiedy to wraz z innymi Nauruańczykami został przetransportowany statkiem BPC „Trienza”. Po pokonaniu państw osi ponownie został szefem Rady Wodzów. W grudniu 1951 roku na Nauru weszły w życie reformy administracyjne, w wyniku których utworzono Lokalną Radę Samorządową Nauru (obecnie parlament). 15 grudnia 1951 roku odbyły się pierwsze wybory; Detudamo i Austin Bernicke zwyciężyli w dwumandatowym okręgu Ubenide. Trzy dni później, podczas pierwszego spotkania rady wyspy, Detudamo został wybrany jej przewodniczącym. Funkcję tę pełnił do śmierci; jego następcą został Raymond Gadabu.
W czasie swych rządów próbował zreformować język ojczysty wyspiarzy; sam mówił w pięciu językach (niemiecki, angielski, gilbertański, marszalski i nauruański). W 1938 spisał i przetłumaczył na język angielski nauruańskie opowieści i legendy. Uważa się go, obok Hammera DeRoburta, za „ojca narodu i państwa nauruańskiego”.
Jego synem był Buraro Detudamo. Był dziadkiem członka parlamentu i byłego prezydenta – Lagumota Harrisa.